# Campeonato Minuano de Fútbol 2009
El Campeonato Minuano de Fútbol 2009 llevó el nombre de Campeones del Interior 2009 en homenaje a la Selección de fútbol de Lavalleja ganadora de la Copa Nacional de Selecciones del Interior de esa temporada. Lo disputaron los 12 equipos afiliados a la Liga Minuana de Fútbol de Lavalleja

## Primera fase: liga
En esta fase jugaron todos contra todos a una sola rueda, el Club Las Delicias al clasificar primero ganó el derecho a jugar la final mientras que los 8 clubes en pasar a la eliminatoria fueron Olimpia por obtener el Campeonato Minuano 2008 y los 7 mejores ubicados en la tabla entre los 11 equipos restantes:

### Posiciones
| Puesto | Equipo             | Pts | PJ | PG | PE | PP | GF | GC | Dif |
| ------ | ------------------ | --- | -- | -- | -- | -- | -- | -- | --- |
| 1°     | Las Delicias       | 23  | 11 | 7  | 2  | 2  | 18 | 9  | +9  |
| 2°     | Estación           | 22  | 11 | 7  | 1  | 3  | 21 | 12 | +9  |
| 3°     | Barrio Olímpico    | 21  | 11 | 6  | 3  | 2  | 18 | 10 | +8  |
| 4°     | Solís de Mataojo   | 20  | 11 | 6  | 2  | 3  | 24 | 14 | +10 |
| 5°     | Guaraní Sarandí    | 20  | 11 | 5  | 3  | 3  | 21 | 16 | +5  |
| 6°     | Nacional           | 19  | 11 | 5  | 4  | 2  | 21 | 11 | +10 |
| 7°     | Wanderers La Curva | 18  | 11 | 5  | 3  | 3  | 18 | 16 | +2  |
| 8°     | Sportivo Minas     | 12  | 11 | 3  | 4  | 4  | 17 | 20 | -3  |
| 9°     | Olimpia            | 10  | 11 | 2  | 4  | 5  | 15 | 20 | -5  |
| 10°    | Granjeros          | 9   | 11 | 2  | 3  | 6  | 14 | 20 | -6  |
| 11°    | Lavalleja          | 5   | 11 | 1  | 2  | 8  | 12 | 23 | -11 |
| 12°    | Lito               | 4   | 11 | 1  | 1  | 9  | 11 | 39 | -28 |

|  | Clasificados a la eliminatoria |

|  | Clasificado a la eliminatoria en calidad de campeón 2008 |

## Segunda fase: play-off[2]
En la segunda etapa se enfrentaron los siete clubes mejor ubicados en el fixture de la fase anterior más Olimpia que tenía su participación asegurada por ser el campeón de la edición anterior y las llaves quedaron conformadas de la siguiente forma: Las Delicias y Olimpia; Estación y Wanderers La Curva; Barrio Olímpico y Nacional; Solís y Guaraní Sarandí.

### Cuadro
|  | Cuartos de final           | Cuartos de final           | Cuartos de final           |   |          | Semifinales          | Semifinales          | Semifinales          |  |  | Final                             | Final                             | Final                             |
|  | 7, 8, 11 y 12 de noviembre | 7, 8, 11 y 12 de noviembre | 7, 8, 11 y 12 de noviembre |   |          | 15 y 21 de noviembre | 15 y 21 de noviembre | 15 y 21 de noviembre |  |  | 24 de noviembre y 1º de diciembre | 24 de noviembre y 1º de diciembre | 24 de noviembre y 1º de diciembre |
|  |                            |                            |                            |   |          |                      |                      |                      |  |  |                                   |                                   |                                   |
|  | Las Delicias               | 1                          | 0 (2)                      |   |          |                      |                      |                      |  |  |                                   |                                   |                                   |
|  | Olimpia                    | 1                          | 0 (3)                      |   |          |                      |                      |                      |  |  |                                   |                                   |                                   |
|  | Olimpia                    | 1                          | 0 (3)                      |   | Olimpia  | 0                    | 2                    |                      |  |  |                                   |                                   |                                   |
|  |                            |                            |                            |   | Olimpia  | 0                    | 2                    |                      |  |  |                                   |                                   |                                   |
|  |                            | Barrio Olímpico            | 0                          | 3 |          |                      |                      |                      |  |  |                                   |                                   |                                   |
|  | Barrio Olímpico            | Barrio Olímpico            | 0                          | 3 | 3        | 1                    |                      |                      |  |  |                                   |                                   |                                   |
|  | Barrio Olímpico            |                            |                            |   | 3        | 1                    |                      |                      |  |  |                                   |                                   |                                   |
|  | Nacional                   | 0                          | 1                          |   |          |                      |                      |                      |  |  |                                   |                                   |                                   |
|  |                            |                            |                            |   |          |                      |                      |                      |  |  | Barrio Olímpico                   | 0                                 | 1                                 |
|  |                            |                            | Estación                   | 1 | 2        |                      |                      |                      |  |  |                                   |                                   |                                   |
|  | Estación                   | 6                          | 4                          |   |          |                      |                      |                      |  |  |                                   |                                   |                                   |
|  | Wanderers La Curva         | 1                          | 1                          |   |          |                      |                      |                      |  |  |                                   |                                   |                                   |
|  | Wanderers La Curva         | 1                          | 1                          |   | Estación | 3                    | 3                    |                      |  |  |                                   |                                   |                                   |
|  |                            |                            |                            |   | Estación | 3                    | 3                    |                      |  |  |                                   |                                   |                                   |
|  |                            | Guaraní Sarandí            | 3                          | 2 |          |                      |                      |                      |  |  |                                   |                                   |                                   |
|  | Solís                      | Guaraní Sarandí            | 3                          | 2 | 1        | 2                    |                      |                      |  |  |                                   |                                   |                                   |
|  | Solís                      |                            |                            |   | 1        | 2                    |                      |                      |  |  |                                   |                                   |                                   |
|  | Guaraní Sarandí            | 4                          | 2                          |   |          |                      |                      |                      |  |  |                                   |                                   |                                   |

### Finales de la eliminatoria
| 24 de noviembre de 2009 | Barrio Olímpico | 0:1 | Estación               | Estadio Juan Antonio Lavalleja, Minas                   |                                                         |
|                         |                 |     | Leonardo Figueredo 45' | Asistencia: 548 espectadores Árbitro(s): Nelson Navarro | Asistencia: 548 espectadores Árbitro(s): Nelson Navarro |

| 1 de diciembre de 2009 | Estación                                    | 2:1 | Barrio Olímpico             | Estadio Juan Antonio Lavalleja, Minas                               |                                                                     |
|                        | Leonardo Silveira 78' · Julián Candamil 85' |     | Jorge Ribas 90+2' en contra | Asistencia: 1200 (aprox.) espectadores Árbitro(s): Israel Rodríguez | Asistencia: 1200 (aprox.) espectadores Árbitro(s): Israel Rodríguez |

## Final del Minuano
| 4 de diciembre de 2009 | Las Delicias  | 1:2     | Estación                              | Estadio Juan Antonio Lavalleja, Minas                |                                                      |
|                        | Luis Díaz 77' | Reporte | Pablo Sarli 49' · Julián Candamil 78' | Asistencia: 1149 espectadores Árbitro(s): Juan Reyes | Asistencia: 1149 espectadores Árbitro(s): Juan Reyes |

| Campeón Estación |
| Noveno título    |